# Chamobates hauseri
Chamobates hauseri är en kvalsterart som beskrevs av Sandór Mahunka 1980. Chamobates hauseri ingår i släktet Chamobates och familjen Chamobatidae. Inga underarter finns listade i Catalogue of Life.